# Saiph
Saiph (κ Ori / κ Orionis / Kappa Orionis) è la sesta stella più luminosa della costellazione di Orione. Il suo nome proprio è una contrazione dell'arabo saif al jabbar, che significa la spada del gigante. Originariamente questo nome apparteneva a Iota Orionis (che infatti fa parte dell'asterismo della Spada di Orione) e a Eta, ma poi fu, per errore, trasferito alla Kappa della costellazione.

## Osservazione
Brillando alla magnitudine apparente di +2,05, Saiph è la quarantanovesima stella più luminosa dell'intera volta celeste. Essa è posta nella parte sud-est della costellazione di Orione, in corrispondenza del suo piede sinistro. Si trova infatti a sud rispetto alla Cintura di Orione (formata da Alnitak, Alnilam e Mintaka) e a est rispetto a Rigel, con la quale forma la base della figura a forma di clessidra, costituita dalle stelle più luminose della costellazione. È solo la sesta stella più luminosa della costellazione non tanto perché appaia debolmente luminosa, ma per la presenza all'interno di essa di molte stelle calde e brillanti.
Saiph è una stella dell'emisfero australe, ma essendo posta solo 9° a sud dell'equatore celeste, è visibile da quasi tutte le terre emerse del nostro pianeta, essendo escluse solo l'estrema parte nord della Groenlandia e la parte nord dell'isola di Ellesmere nell'estremo settentrione del Canada. D'altra parte questa vicinanza all'equatore celeste fa sì che essa sia circumpolare solo nelle regioni vicine al polo sud terrestre. I mesi migliori per osservarla sono quelli invernali.

## Caratteristiche
Posta a circa 721,58 anni luce dalla Terra, cioè più o meno alla stessa distanza di Rigel, Saiph appare a occhio nudo meno luminosa di Rigel (che ha magnitudine apparente 0,12). Tuttavia più che a una minore luminosità intrinseca, ciò è dovuto al fatto che, appartenendo Saiph alla classe spettrale B0,5 contro la B8 di Rigel, la prima emette molta più radiazione nell'ultravioletto e meno nel visibile della seconda. Se consideriamo la radiazione totale emessa dalle due stelle, allora esse hanno luminosità comparabili: Saiph è circa 57.000 volte più luminosa del Sole, mentre Rigel è 67.000 volte più luminosa. Le due stelle fanno forse parte della stessa associazione OB, l'associazione Orion OB1, come molte altre stelle della costellazione. Questo significherebbe che sono nate dalla stessa grande nube di gas.
Questa elevata luminosità è causata dalla combinazione di due fattori: un'alta temperatura superficiale e un grande raggio. Saiph ha una temperatura superficiale di circa 26.000 K, che le conferisce un colore blu, e un raggio circa 22 volte quello solare.
La massa di Saiph è stimata essere 16 ± 1 volte quella solare. Stelle così massicce bruciano molto velocemente il loro combustibile nucleare: Saiph potrebbe essere vecchia circa 10 milioni di anni, ma ha già esaurito o sta per esaurire l'idrogeno presente nel suo nucleo. Il rallentamento delle reazioni nucleari all'interno di Saiph ha da poco determinato la sua fuoriuscita dalla sequenza principale. Essa è classificata infatti come supergigante blu e le è stata assegnata classe di Yerkes Ia (cioè appartiene alle supergiganti più brillanti). Forse Saiph si trova in uno stadio della sua evoluzione leggermente meno avanzato di Rigel, come dimostrerebbe il fatto che quest'ultima ha un raggio notevolmente maggiore di quello di Saiph e una temperatura superficiale meno elevata. In ogni caso, anche Saiph ha già intrapreso il cammino che la porterà a diventare una supergigante rossa. Vista la sua massa elevata, il suo destino finale è quello di esplodere in una supernova.
Come tutte le supergiganti, Saiph emette un potente vento stellare, che determina una perdita di massa nell'ordine di 1,2 milionesimi M☉ ogni anno.

## Variabilità
Sulla base di una serie di osservazioni compiute fra il 1979 e il 1980 si scoprì che Saiph aveva incrementato l'emissione di raggi X del 46% in un anno. A ciò non corrispondeva una uguale variabilità nella zona dell'ultravioletto. Le variazioni nel flusso dei raggi X potrebbero essere spiegate sulla base di variazioni nella quantità di vento stellare oppure di variazioni della sua temperatura.
Sempre nel 1979 si è potuto appurare che anche l'idrogeno emesso tramite il vento stellare variava in quantità e velocità, essendo il ciclo delle variazioni lungo giorni o mesi. In uno studio del 2006, la variabilità delle linee di assorbimento dell'idrogeno è stata confermata, ma non si è potuto stabilire alcun periodo preciso, sebbene sembri che esso sia nell'ordine delle ore.